# Wenshushan-Grotten
Die Wenshushan-Grotten (chinesisch 文殊山石窟, Pinyin Wénshū shān shíkū) sind buddhistische Höhlentempel im Hexi-Korridor aus der Zeit der Nördlichen Dynastien bis Xixia-Zeit im Gebirge Wenshu Shan, das zum Qilian Shan gehört. Sie liegen in der Großgemeinde Qifeng im Autonomen Kreis Sunan der Yugur, der zur bezirksfreien Stadt Zhangye in der chinesischen Provinz Gansu gehört.
Die Wenshushan-Grotten stehen seit 2001 auf der Liste der Denkmäler der Volksrepublik China (5-471).